# Jüchen
Jüchen es un municipio situado en el distrito de Rin-Neuss, en el estado federado de Renania del Norte-Westfalia (Alemania), con una población a finales de 2016 de unos 23 202 habitantes.
Se encuentra ubicado al noroeste del estado, en la región de Düsseldorf, cerca de la orilla de los ríos Rin y Erft —afluente del anterior— y de la ciudad de Colonia.